# Foreste di pianura della Guinea orientale
Le foreste di pianura della Guinea orientale sono un'ecoregione dell'ecozona afrotropicale, definita dal WWF (codice ecoregione: AT0111), che si estende tra il sud-est della Costa d'Avorio e il sud-ovest del Ghana, con piccole enclaves in Togo e Benin. Formano, assieme alle foreste di pianura della Guinea occidentale e alle foreste montane della Guinea, la regione denominata foreste umide della Guinea, inclusa nella lista Global 200.

## Territorio
È un'ecoregione di foresta pluviale con un'estensione di 189.400 km². L'area principale dell'ecoregione è compresa dal fiume Sassandra, in Costa d'Avorio, a ovest, dal golfo di Guinea a sud e dal lago Volta, in Ghana, a est. Nell'interno, la regione si estende per oltre un centinaio di chilometri. A ovest confina con le foreste di pianura della Guinea occidentale e a nord e a est con il mosaico di foresta e savana della Guinea. Inoltre, entro i confini di quest'ultima regione, nel corridoio del Dahomey, si incontrano varie enclaves di foreste di pianura della Guinea orientale sui monti del Togo, nell'ovest del paese omonimo, e sulla catena dell'Atakora, nel nord-ovest del Benin, al di sopra dei 600 m di altitudine. Sulla costa si trovano alcune enclaves di mangrovie guineane. Le differenze con le foreste di pianura della Guinea occidentale si basano soprattutto sulla presenza di specie distintive di anfibi, farfalle e piante. La regione principale è costituita da una pianura ondulata che si eleva fino a 300 m, costellata di inselberg, alcuni dei quali superano i 400 m. I monti del Togo oltrepassano i 1000 m, mentre la catena dell'Atakora non supera i 650. Le temperature oscillano tra i 22 e i 34 °C nei pressi della costa e tra i 10 e i 43 °C nell'interno. È presente una stagione secca, che dura tra quattro e cinque mesi, e una umida, con precipitazioni annue comprese tra 1000 e 2500 mm, più intense nei pressi della costa.

## Flora
La regione è caratterizzata da foreste pluviali umide sempreverdi che, spostandosi a nord, sfumano pian piano in foreste semi-sempreverdi sempre più aride. Le foreste pluviali umide sono caratterizzate da alberi della famiglia delle Fabacee (sottofamiglia Caesalpinioideae), mentre le foreste semi-sempreverdi, relativamente più ricche dal punto di vista floristico, includono rappresentanti della famiglia delle Meliacee, delle Crisobalanacee e delle Rubiacee. Le foreste aride settentrionali, al confine con la fascia delle savane, ospitano varie specie che periodicamente perdono le proprie foglie.

## Fauna
La diversità dei primati è alta, ma molte specie sono a rischio di estinzione. L'ecoregione ospita piccole popolazioni isolate di elefante di foresta (Loxodonta cyclotis). I principali predatori della regione sono il leopardo (Panthera pardus), il gatto dorato africano (Caracal aurata) e la civetta africana (Civettictis civetta), ma sono tutti e tre molto rari. Quattro specie di mammiferi sono endemiche dell'ecoregione: tre roditori (Dephomys defua, Malacomys cansdalei e Leimacomys buettneri) e un toporagno (Crocidura wimmeri). La diversità dell'avifauna è elevata. Tra le specie principali possiamo citare la faraona pettobianco (Agelastes meleagrides), l'averla cuculo del Ghana (Lobotos lobatus), il bucero guancebrune (Bycanistes cylindricus), la civetta nana di Ituri (Glaucidium castaneum), l'illadopsis alirossicce (Illadopsis rufescens), la prinia di Sierra Leone (Schistolais leontica), lo storno splendente codarame (Hylopsar cupreocauda), l'apalis di Sharpe (Apalis sharpii), il silvide capinero (Bathmocercus cerviniventris), il picatarte collobianco (Picathartes gymnocephalus), l'averla di macchia di Lagden (Malaconotus lagdeni) e il gufo pescatore rossiccio (Scotopelia ussheri). L'erpetofauna è stata finora poco studiata. Tuttavia, sono presenti una specie endemica di rettile e tredici di anfibi, quasi tutte rane arboricole della famiglia dei Racoforidi.

## Conservazione
Vaste aree di foresta sono state distrutte e trasformate in fattorie e piantagioni. Molto diffuse sono anche la caccia e l'abbattimento degli alberi, sia per ricavare combustibile che per l'esportazione di legni pregiati, come il «teak africano» (Chlorophora) e i mogani dei generi Khaya ed Entandrophragma. Le aree intatte sono molto frammentate e isolate. Meno dell'1% dell'ecoregione è protetto.